# Rörvattnet (Hotagens socken, Jämtland, 709682-144298)
Rörvattnet är en sjö i Krokoms kommun i Jämtland och ingår i Indalsälvens huvudavrinningsområde. Sjön har en area på 0,262 kvadratkilometer och ligger 689,8 meter över havet. Rörvattnet ligger i Gråberget-Hotagsfjällen Natura 2000-område.

## Delavrinningsområde
Rörvattnet ingår i det delavrinningsområde (709639-144263) som SMHI kallar för Utloppet av Rörvattnet. Medelhöjden är 753 meter över havet och ytan är 1,86 kvadratkilometer. Det finns inga avrinningsområden uppströms utan avrinningsområdet är högsta punkten. Vattendraget som avvattnar avrinningsområdet har biflödesordning 4, vilket innebär att vattnet flödar genom totalt 4 vattendrag innan det når havet efter 278 kilometer. Avrinningsområdet består mestadels av skog (34 procent) och kalfjäll (52 procent). Avrinningsområdet har 0,26 kvadratkilometer vattenytor vilket ger det en sjöprocent på 14,1 procent.